# ۳۰ سکه
۳۰ سکه (اسپانیایی: 30 monedas‎) یک مجموعهٔ تلویزیونی معمایی و ترسناک به کارگردانی آلکس دِ لا ایگلسیا است که در سال ۲۰۲۰ منتشر شد.
این سریال دربارهٔ یک جن‌گیر و پری‌خوان به نام «پدر روحانی برگارا» است که توسط مقامات بلندپایهٔ کلیسا به روستایی دورافتاده در اسپانیا به نام پدراسا تبعید می‌شود و او امیدوار است دشمنانش و بدخواهانش، وی را در این مکان دورافتاده فراموش کرده و آسوده بگذارند.
این مجموعهٔ تلویزیونی نخستین بار در ۲۹ نوامبر ۲۰۲۰ از اچ‌بی‌او اروپا پخش شد و فیلم‌برداری فصل دوم از فوریه ۲۰۲۲ آغاز شد.

## بازیگران

### فصل اول
- ادوآرد فرناندس[۸]
- مگان مونتانر
- میگل آنخل سیلوستره
- ماکارنا گومس
- پپون نیه‌تو
- مانولو سولو[۹]
- کوسیمو فوسکو[۱۰]
- کارمن ماچی
- پاکو توس
- سکون د لا روسا[۱۱]
- خاویر بودالو[۹]
- آنتونیو بلاسکس[۱۱]
- نوردین باتان[۱۱]
- کارلا کامپرا[۱۱]
- کارلا توس[۱۱]
- اسکار اورتونیو[۱۱]
- آبریل مونتیا[۱۱]
- آلبرتو بانگ[۱۱]
- لئوناردو نیگرو[۱۲]
- لوئیجی دیبرتی[۱۲]
- بیکتور کلاویخو[۱۳]
- نوریا گونسالس[۱۴]
- گرتا فرناندز
- فرانسیسکو رِیِس[۱۰]

### از فصل دوم اضافه شدند
- نایوا نیمری[۱۵]
- پل جیاماتی[۱۶]